# Семибугоринский сельсовет
Семибугоринский сельский совет — муниципальное образование в составе Камызякского района Астраханской области, Российская Федерация. Административный центр — село Семибугры.

## Географическое положение
Сельский совет расположен в крайней северо-восточной части района, граничит с Володарским и Приволжским районами. По территории сельсовета протекают притоки Волги Болда, Кафтаник, Царев, Тузуклей, Большая Янчоха, Верхняя и Нижняя Веселовская, Большая Чёрная и другие.
Граница сельсовета начинается от слияния реки Верхняя Василиска и реки Болда, идёт по её середине на протяжении 6 км, затем идёт в северо-западном направлении на протяжении 1000 м, поворачивает на северо-восток и идёт 2500 м до ерика Агузек, идёт по его середине и по середине реки Широкая на протяжении 7 км, затем идёт в юго-западном направлении до ерика Трехизбинка, по его середине до слияния рек Болдушка, Тузуклей и реки Болда. Затем граница идет на протяжении 2500 м по середине реки Болда, затем идет в южном направлении по границе орошаемой системы «Тузуклейская» до «Бэровского бугра», на запад на протяжении 1500 м до автодороги «Камызяк-Семибугры» и далее вдоль дороги до орошаемой системы «Массив-71». Далее идет в восточном направлении по водооградительному валу орошаемой системы «Массив-71» до ерика Черепашка, по его середине на юг до слияния ерика Черепашка с ериком Длинная Черепашка, далее идёт в северном направлении по середине ерика Верхняя Черепашка на протяжении 2500 м, затем идёт в восточном направлении по оросительному каналу системы «Массив-71» на протяжении 2 км. Далее граница идет в южном направлении по середине ерика Безымянный до ерика Большая Янцоха, идет в северо-западном направлении по его середине до автодороги Камызяк-Семибугры, после в западном направлении до реки Чёрная, по её середине до слияния с рекой Верхняя Василиска. Далее граница идет в северном направлении по середине реки Верхняя Василиска до первоначальной точки.

## История
Сельсовет был образован в 1919 году в составе Семибугоринской волости Астраханского уезда, позже Зацеревского района. В сентябре 1927 году передан в состав Камызякского района.

## Население
| 2010  | 2012  | 2013  | 2014  | 2015  | 2016  | 2017  |
| ----- | ----- | ----- | ----- | ----- | ----- | ----- |
| 2555  | ↗2626 | ↘2535 | →2535 | ↗2576 | ↘2550 | →2550 |
| 2018  | 2019  | 2020  | 2021  |       |       |       |
| ↘2520 | ↘2511 | ↘2492 | ↗2633 |       |       |       |

## Состав сельского поселения
В состав сельского поселения входят 3 населённых пункта
| № | Населённый пункт | Тип населённого пункта       | Население |
| - | ---------------- | ---------------------------- | --------- |
| 1 | Бараний Бугор    | село                         | ↘225      |
| 2 | Бирючек          | село                         | ↘552      |
| 3 | Семибугры        | село, административный центр | ↘1778     |

## Хозяйство
Ведущая отрасль хозяйства — сельское хозяйство. Земельный фонд включает 24,8 км² сельскохозяйственных земель, из которых пашня занимает 11,52 км² (46,5 %), пастбища 7,05 км² (28,4 %) и сенокосы — 6,23 км² (25,1 %). Животноводство — разведение крупного рогатого скота, овец, коз, лошадей и птиц, основная продукция — мясо, молоко, шерсть и яйца. Растениеводство — выращивание овощей, зерновых и картофеля. Развито рыболовство.
Среди учреждений социальной сферы в сельсовете действуют врачебная амбулатория, детский сад, средняя школа, дом культуры, сельская библиотека. Действуют 4 магазина.
Транспорт в сельсовете представлен автомобильной дорогой Камызяк — Семибугры и судоходными проливами Волги.

## Археология
С 1 августа 2020 года вблизи сёл Семибугры и Бараний Бугор по правому и левому берегам реки Болда в дельте Волги начались археологические раскопки. По монетному материалу памятник датируется VIII—X веками. Площадь поселения — около 150 га. Среди находок —  серебряный дирхем, отчеканенный в VIII веке в арабской провинции Тунис, фрагмент металлической пластины с «тамгой», сходной по виду со знаками Рюриковичей, черепица и византийские кирпичи, которые указывают на то, что постройки в этом месте могли быть частью дворца. По версии сотрудников Астраханского музея-заповедника, здесь могла находиться столица Хазарии Итиль. Это первый опорный хазарский памятник в дельте Волги. Часть учёных ранее отождествляла Итиль с другим поселением в Камызякском районе — Самосдельским городищем, но салтово-маяцкая керамика на нём не найдена. Группа хазарских памятников объединена в Семибугоринский археологический комплекс с центральной частью у села Бараний Бугор, в окрестностях которого выявлены 5 поселенческих объектов IX—X веков. В одном из них зафиксированы остатки крупного кирпичного сооружения и большого количества известкового раствора с толщиной стен около 4 м и размером 40х60 м. Возможно, постройка является погребальной конструкцией — гробницей, принадлежавшей, учитывая размеры и характер постройки, представителю элиты Хазарского каганата. Письменные исторические источники сообщают о каганской (царской) монополии на кирпичное строительство. Керамическая тара, обнаруженная на Семибугоринском археологическом комплексе и в фондах Астраханского музея-заповедника, относится к так называемым пифосам-кувшинам салтово-маяцкого круга. Учитывая эволюцию гончарных традиций (главным образом, в процессе обжига керамики, повлекшие изменения её цвета с сероглиняного на красноглиняный) семибугоренские красноглиняные нелощёные пифосы-кувшины датируются концом IX — началом X века.